# فيليرس ليه هوبيتال
فيليرس ليه هوبيتال (بالفرنسية: Villers-l'Hôpital)‏ هي بلدية تقع في إقليم باد كاليه من منطقة نور با دو كاليه في شمال فرنسا. تبلغ مساحة هذه المدينة 8.4 (كم²)، وترتفع عن سطح البحر 126 م، يبلغ عدد سكانها 278 نسمة حسب إحصاء المعهد الوطني للإحصاء والدراسات الاقتصادية سنة 2009 م. وترأس Bruno Beaumont البلدية خلال فترة (2008-2014).